# آيت بويحيا (امزاورو)
آيت بويحيا هو دُوَّار يقع بجماعة تودغة السفلى، إقليم تنغير، جهة درعة تافيلالت في المملكة المغربية. ينتمي الدوّار لمشيخة امزاورو التي تضم 6 دواوير. يقدر عدد سكانه بـ 826 نسمة حسب الإحصاء الرسمي للسكان والسكنى لسنة 2004.

## وصلات خارجية
- البوابة الوطنية للجماعات الترابية
- المندوبية السامية للتخطيط